# Aeroportul Houghton County Memorial
Aeroportul Houghton County Memorial (IATA: CMX, ICAO: KCMX, FAA LID: CMX) este un aeroport din Comitatul Houghton, Michigan, Michigan, Statele Unite ale Americii ce deservește zona Hancock⁠(d). Aeroportul a fost tranzitat în 2019 de 49.908 pasageri.
Situat la o altitudine de 334 m, aeroportul dispune de 2 piste.

## Infrastructură

### Piste
Aeroportul dispune de 2 piste. Pista 07/25 are suprafața de asfalt și dimensiunile 5.201 picioare × 100 picioare. Pista 13/31 are suprafața de asfalt și dimensiunile 6.500 picioare × 150 picioare. 